# Михаица (Долж)
Михаица (рум. Mihăița) насеље је у Румунији у округу Долж у општини Коцофениј дин Дос. Oпштина се налази на надморској висини од 91 m.

## Становништво
Према подацима из 2002. године у насељу је живело 869 становника, од којих су сви румунске националности.